# 小行星6194
小行星6194（6194 Denali）是一颗绕太阳运转的小行星，为主小行星带小行星。该小行星于1990年10月12日发现。

## 轨道参数
小行星6194的轨道半长轴为2.3795143 UA，离心率为0.097。